# あまんじゃく (小説)
あまんじゃくは、藤村いずみの小説、またはそれを原作としたテレビドラマ。

## 小説
2004年、早川書房初刊。
元外科医の殺し屋が、法で裁けない悪人を医療の高度な腕で闇に葬っていく活躍譚である。

## テレビドラマ
唐沢寿明主演で、2018年と2020年、テレビ東京系にて放映された。
決めセリフは「お前は悪性のガンだ。この世から切除する。」

### キャスト
- 折壁嵩男(主人公)：唐沢寿明
- 横倉義實(弁護士。嵩男への暗殺依頼の窓口)：橋爪功
- 梶睦子(内科医。嵩男の元恋人)：木村多江
- 梶優雨(梶睦子の息子)：髙橋來
- ナレーター：山根基世

### ゲスト
第1弾（2018年9月24日放映）：あまんじゃく 元外科医の殺し屋が医療の闇に挑む！
- 御木本正(嵩男の上司)：田村亮
- 加茂信介：羽場裕一
- 国武一輝(梶睦子の夫)：神尾佑
- 近田好雄：長谷川朝晴
- 浦野玲哉(監察医。美鈴の義父)：岡田浩暉
- 浦野美鈴（中学生。嵩男に玲哉の暗殺を依頼する）：桜田ひより
- 浦野智佳子(美容師。美鈴の母)：鈴木杏樹
- 野添智弘：窪塚俊介
- 沓掛恭治(美鈴の実父)：温水洋一
- 野田宏正(医師。嵩男の元同僚)：村田秀亮
- 相馬鞠子：渡辺舞
- 花井環(児童養護施設園長)：伊藤蘭
- あべみほ、佐藤真弓、荒木飛羽、結城さなえ ほか

第2弾（2020年3月30日放映）：あまんじゃく 元外科医の殺し屋 最後の闘い
- 三波正昭(悪徳料理評論家)：大鷹明良
- 椙山啓介：中村俊介
- 宗村将史：金田明夫
- 比留川茂：山中崇
- 椙山絵麻：柴本幸
- 煮雪梨花：松本若菜
- 名和潤造(嵩男の恩師)：野口五郎
- 名和千代乃(潤造の妻：大場久美子
- 名和のぞみ(潤造の娘)：森山のえる
- 上田結、水間ロン、河原健二、渡洋史、みずと良 ほか

### スタッフ
- 監督：木村ひさし
- 脚本：泉澤陽子
- 音楽：むんむ
- 医療監修：秋津壽男、中澤暁雄、守屋俊介
- アクション：園村健介、川本直弘
- 特殊造型：松井祐一(2)
- ガンエフェクト：早川光
- VFX：エヌ・デザイン
- 技術協力：池田屋、タムコ、東通
- 照明協力：ティ・エル・シー
- 美術協力：アックス、京映アーツ
- ポスプロ：TBSテックス
- プロデュース：田淵俊彦、北川俊樹、長谷川晴彦、安田邦弘(1)、阿部豪(2)
- チーフプロデューサー：中川順平(2)
- 制作プロダクション：ROBOT
- 制作著作：テレビ東京